# Distretto di Rashaant
Il distretto di Rashaant è uno dei sedici distretti (sum) in cui è suddivisa la provincia di Bulgan, in Mongolia. Conta una popolazione di 3.131 abitanti (censimento 2009).